# Кишка, Джейк
Джейкоб Томас Кишка, более известный как Джейк Кишка (род. 23 апреля 1996 года, Франкенмут, Мичиган, США) — гитарист рок-группы Greta Van Fleet. Участник группы с момента её основания в 2012 году. Джейк — брат Джоша и Сэма, которые также являются участниками группы вместе с их другом Дэнни Вагнером.
Кишка, гитарист с самого раннего возраста, находился под влиянием творчества Джимми Пейджа, копируя его музыкальный стиль, одежду и движения во время игры.
Вместе с Джошем, Сэмом и Дэнни он сочинил все альбомы группы. Известно, что он использует Gibson SG как в своих живых выступлениях, так и в студийных записях.
Почти все концерты, на которых он играл со своей группой, прошли с аншлагами.

## Биография
Джейк вырос с Джошем и Сэмом в маленьком мичиганском городке под названием Франкенмут. Его музыкальные предполчтения сформированы под влиянием родителей, поклонников блюза. В старшей школе он и его братья создали группу Greta Van Fleet.

### Greta Van Fleet
С 2012 года он был частью группы и был единственным гитаристом в группе. Группа выпустила два EP два сингла и три студийных альбома.
Что касается туров, он давал концерты как в Европе, так и в Северной Америке. Он также был участником таких фестивалей, как Lollapalooza (Аргентина, Чили и Бразилия), Rock am Ring и музыкальный фестиваль ACL в Остине, штат Техас.